# Nekrolog 1327
Nekrolog
◄◄
| ◄
| 1323
| 1324
| 1325
| 1326
| 1327 | 1328 | 1329 | 1330 | 1331 | ► | ►►
Weitere Ereignisse | Allgemeiner Nekrolog 1327
Die Beschreibung der verstorbenen Person sollte so kurz wie möglich gehalten sein und nur deren signifikante Tätigkeit(en) enthalten.
Neue Namen ggf. auch unter dem Geburts- und Sterbedatum, also etwa unter 1. Januar und im Geburts- und Sterbejahr (2024) eintragen (nur bei entsprechender großer Wichtigkeit). Für Beispiele siehe die schon vorhandenen Artikel.
Außerdem über die fünf zuletzt Verstorbenen, zu denen es einen ausreichend guten Artikel für eine Präsentation auf der Hauptseite gibt, nach der todesbedingten Überarbeitung der Artikel ggf. auch unter Wikipedia Diskussion:Hauptseite informieren und sie am besten auch in den anderen Wikipedia-Sprachversionen eintragen. Tipp: Regelmäßig bei news.google.de nach „ist tot“, „gestorben“ oder „verstorben“ suchen.
Wenn eine Person gestorben ist, gibt es viele Seiten zu dieser Person in der Wikipedia, die davon auch betroffen sind und entsprechend aktualisiert werden müssen. Beispiele: Namenübersichtsseite, Geburtsjahr, Geburtsort-Seiten und viele mehr.
Wie finde ich die betroffenen Seiten?
Im Suchfeld auf der linken Seite gibt man den Suchbegriff so ein: „Vorname Nachname“. Dann klickt man auf Volltext und alle Seiten mit entsprechendem Suchtext werden aufgerufen. Hier sieht man dann schnell, wo auch das Todesjahr Sinn macht oder sogar ein Teil des Artikels angepasst werden muss. Auch hilft das „Werkzeug“ auf der linken Seite sehr gut, um solche Seiten aufzufinden: „Links auf diese Seite“. Somit ist die Wikipedia wieder aktuell in allen Bereichen! Hinweis: bei Eintragung der Kategorie „Gestorben JAHR“ wird der Missbrauchsfilter 49 ausgelöst, was jedoch nicht schlimm ist. Siehe: Spezial:Missbrauchsfilter/49
Dies ist eine Liste von im Jahr 1327 verstorbenen bekannten Persönlichkeiten. Die Einträge erfolgen innerhalb der einzelnen Daten alphabetisch sortiert. Tiere sind im Nekrolog für Tiere zu finden.

## Januar
| Tag        | Name  | Beruf, bekannt als          | Alter | Beleg |
| ---------- | ----- | --------------------------- | ----- | ----- |
| 29. Januar | Adolf | Titular-Pfalzgraf bei Rhein | 26    |       |

## Februar
| Tag        | Name                     | Beruf, bekannt als                                     | Alter | Beleg |
| ---------- | ------------------------ | ------------------------------------------------------ | ----- | ----- |
| 3. Februar | Heinrich der Sanftmütige | Bruder des Gegenkönigs Friedrich aus dem Haus Habsburg | 27    |       |

## März
| Tag      | Name                | Beruf, bekannt als      | Alter | Beleg |
| -------- | ------------------- | ----------------------- | ----- | ----- |
| 19. März | Anna von Österreich | österreichische Adelige |       |       |

## April
| Tag       | Name                                        | Beruf, bekannt als   | Alter | Beleg |
| --------- | ------------------------------------------- | -------------------- | ----- | ----- |
| 9. April  | Walter Stewart, 6. High Steward of Scotland | schottischer Adliger |       |       |
| 10. April | Johann I.                                   | Herr von Braunsberg  |       |       |

## Mai
| Tag     | Name           | Beruf, bekannt als                                         | Alter | Beleg |
| ------- | -------------- | ---------------------------------------------------------- | ----- | ----- |
| 28. Mai | Robert Baldock | englischer Geistlicher, Lordsiegelbewahrer und Lordkanzler |       |       |
| 30. Mai | Jens Grand     | dänischer römisch-katholischer Bischof                     |       |       |

## Juni
| Tag      | Name           | Beruf, bekannt als                         | Alter | Beleg |
| -------- | -------------- | ------------------------------------------ | ----- | ----- |
| 24. Juni | James Berkeley | englischer Geistlicher, Bischof von Exeter |       |       |

## Juli
| Tag     | Name             | Beruf, bekannt als     | Alter | Beleg |
| ------- | ---------------- | ---------------------- | ----- | ----- |
| 4. Juli | Stefano Visconti | italienischer Adeliger |       |       |

## August
| Tag        | Name          | Beruf, bekannt als                  | Alter | Beleg |
| ---------- | ------------- | ----------------------------------- | ----- | ----- |
| 16. August | Vital du Four | Kardinal                            |       |       |
| 27. August | Thomas Cobham | englischer Geistlicher und Diplomat |       |       |

## September
| Tag           | Name                       | Beruf, bekannt als                                              | Alter | Beleg |
| ------------- | -------------------------- | --------------------------------------------------------------- | ----- | ----- |
| 1. September  | Foulques de Villaret       | Großmeister des Johanniterordens                                |       |       |
| 14. September | Gebhard III. von Graisbach | Fürstbischof von Eichstätt                                      |       |       |
| 21. September | Eduard II.                 | König von England und Wales (1307–1327)                         | 43    |       |
| 26. September | Cecco d’Ascoli             | italienischer Dichter, Arzt, Astronom, Astrologe und Freidenker |       |       |
| 30. September | Dino del Garbo             | italienischer Arzt und Philosoph                                |       |       |

## Oktober
| Tag         | Name               | Beruf, bekannt als                                                   | Alter | Beleg |
| ----------- | ------------------ | -------------------------------------------------------------------- | ----- | ----- |
| 21. Oktober | Guido Tarlati      | italienischer Bischof                                                |       |       |
| 24. Oktober | Ascher ben Jechiel | Talmudist                                                            |       |       |
| 26. Oktober | Elizabeth de Burgh | zweite Ehefrau des schottischen Königs Richard I. (Robert the Bruce) |       |       |
| 28. Oktober | Teresa d’Entença   | Gräfin von Urgell, erste Frau König Alfons IV. von Aragón            |       |       |

## November
| Tag          | Name            | Beruf, bekannt als                                                              | Alter | Beleg |
| ------------ | --------------- | ------------------------------------------------------------------------------- | ----- | ----- |
| 2. November  | Jakob II.       | König von Aragonien                                                             | 60    |       |
| 16. November | Walter Reynolds | englischer Geistlicher, Lordkanzler und Erzbischof von Canterbury               |       |       |
| November     | Amir Tschupan   | tschupanidischer Fürst der Ilchane und der Namensgeber der Tschupanidendynastie |       |       |

## Dezember
| Tag          | Name                    | Beruf, bekannt als                           | Alter | Beleg |
| ------------ | ----------------------- | -------------------------------------------- | ----- | ----- |
| 4. Dezember  | Beatrix von Holte       | Äbtissin des Stifts Essen                    |       |       |
| 19. Dezember | Agnes von Frankreich    | jüngste Tochter von Ludwig IX.               |       |       |
| 26. Dezember | Euphrosyna von Masowien | polnische Prinzessin und schlesische Fürstin |       |       |

## Datum unbekannt
| Tag                   | Name                             | Beruf, bekannt als                    | Alter | Beleg |
| --------------------- | -------------------------------- | ------------------------------------- | ----- | ----- |
| zwischen März und Mai | Maud de Clare                    | anglo-irische Adlige                  |       |       |
|                       | Elisabeth von Orlamünde          | Markgräfin von Meißen                 |       |       |
|                       | Heideke von Erffa                | katholischer Erzbischof von Magdeburg |       |       |
|                       | Gunzelin VI.                     | Graf von Schwerin                     |       |       |
|                       | Jutta von Holte                  | Äbtissin im Stift Nottuln             |       |       |
|                       | Künga Lodrö Gyeltshen Pel Sangpo | Kaiserlicher Lehrer (dishi)           |       |       |
|                       | Johannes Palaiologos-Komnenos    | Prinz von Byzanz                      |       |       |
|                       | Tolomeo da Lucca                 | Theologe                              |       |       |